# Ulica Janowska w Lublinie
Ulica Janowska w Lublinie – arteria komunikacyjna w Lublinie w dzielnicy Zemborzyce o długości nieco ponad 3 km. Łączy ona ul. Nadbystrzycką z okolicami tamy na Zalewie Zemborzyckim (zbieg ulic Żeglarskiej i Krężnickiej). Ma po jednym pasie ruchu w każdą stronę
Swój początek bierze pod wiaduktem kolejowym, po chwili przyjmuje dojazd ze ścieżki rowerowej, skręca o 90 stopni i pnie się w górę, by osiągnąć wysokość torów kolejowych. Przez dalszą część biegu biegnie niemal na wprost, tylko raz lekko skręcając. Stanowi główną drogę Majdanu Wrotkowskiego, w pobliżu której zlokalizowane są wszystkie jej ważne obiekty. Pomimo swej długości jest mało uczęszczana ze względu na niewielką liczbę mieszkańców przy Janowskiej, jak i terenach na południe, do których prowadzi. Znajduje się pomiędzy Starym Gajem i linią kolejową nr 68 Lublin-Przeworsk z jednej a zabudową właściwego Wrotkowa i osiedla Nałkowskich z drugiej. Przy ulicy Janowskiej znajdują się stacja benzynowa, tor rekreacyjny dla rowerów oraz kilka warsztatów mechaniki pojazdowej.

## Komunikacja miejska
Ulicą Janowską kursują następujące linie autobusowe ZTM Lublin:
- na całej długości: 8.